# Missouri (állam)
Missouri az Amerikai Egyesült Államok egyik közép-nyugati tagállama. 1821-ben, időrendben 24. államként csatlakozott az unióhoz. Fővárosa a Missouri-folyó partján fekvő Jefferson City. 
Jefferson City az állam ötödik legnagyobb városa St. Louis, Kansas City, Springfield és Columbia után.

## Etimológia
Az állam nevét a Missouri folyóról kapta, a folyó neve pedig az itt élő sziú törzstől származik, ami illinois nyelven ouemessourita (wimihsoorita)), a jelentése, „azok, akiknek van kenujuk”.
Kiejtése sokkal inkább vitatott, mint eredete.

## Földrajza
Missouri államot nyolc másik állam határolja. Északon Iowa, keleten a Mississippi folyón túl Illinois, Kentucky és Tennessee, délen Arkansas, nyugaton pedig Oklahoma, Kansas és Nebraska határolja. Missouri két legnagyobb folyója a Mississippi folyó, amely keleten az állam természetes határa és a Missouri folyó, amely az államon keresztül nyugatról keletre folyik s összekapcsolja a két legnagyobb várost, Kansas Cityt és St. Louist.
Missouri államot ma az Amerikai Egyesült Államok középnyugati államának tekintik, történelmileg úgy vélik, hogy Missouri déli állam volt, mert telepesei délről érkeztek, s a polgárháború előtt rabszolgatartó állam volt. A Missouri folyam menti megyéket "Little Dixie" az  állam középpontjában a délről érkező telepesek lakták, s a rabszolgák száma itt volt a legnagyobb.
Az állam északi részén nagy metropolisz körzetek vannak, mint például Kansas City, St. Louis, és Columbia. A vidéki városok délebbre helyezkednek el, mint például Cape Girardeau, Poplar Bluff, Springfield, és Sikeston), melynek lakosai kifejezetten délieknek vallják magukat.

### Topográfia

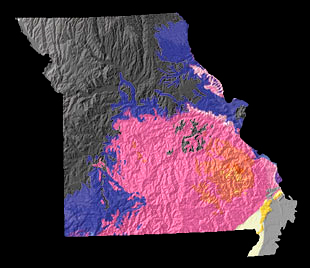
Missouri domborzati térképe

A Missouri folyótól északra az állam nagy része a  "Northern Plains" része, amely átnyúlik Iowa, Nebraska és Kansas államokba is. Az enyhén dimbes-dombos felszínt valamikor a gleccserek formálták.
Missouri jelentősebb folyói: Current, Mississippi, Missouri, Osage River, St. Francis és a Meramec folyók. Tavai: Ozarks, Table Rock, Clearwater, Wappapello tavak.
Legmagasabb pontja: Taum Sauk Mountain 544 m magas, legalacsonyabb pontja a St. Francis folyó medencéje, melynek magassága 70 m, s az átlagos tengerszinttől számított magasság 243,8 m.

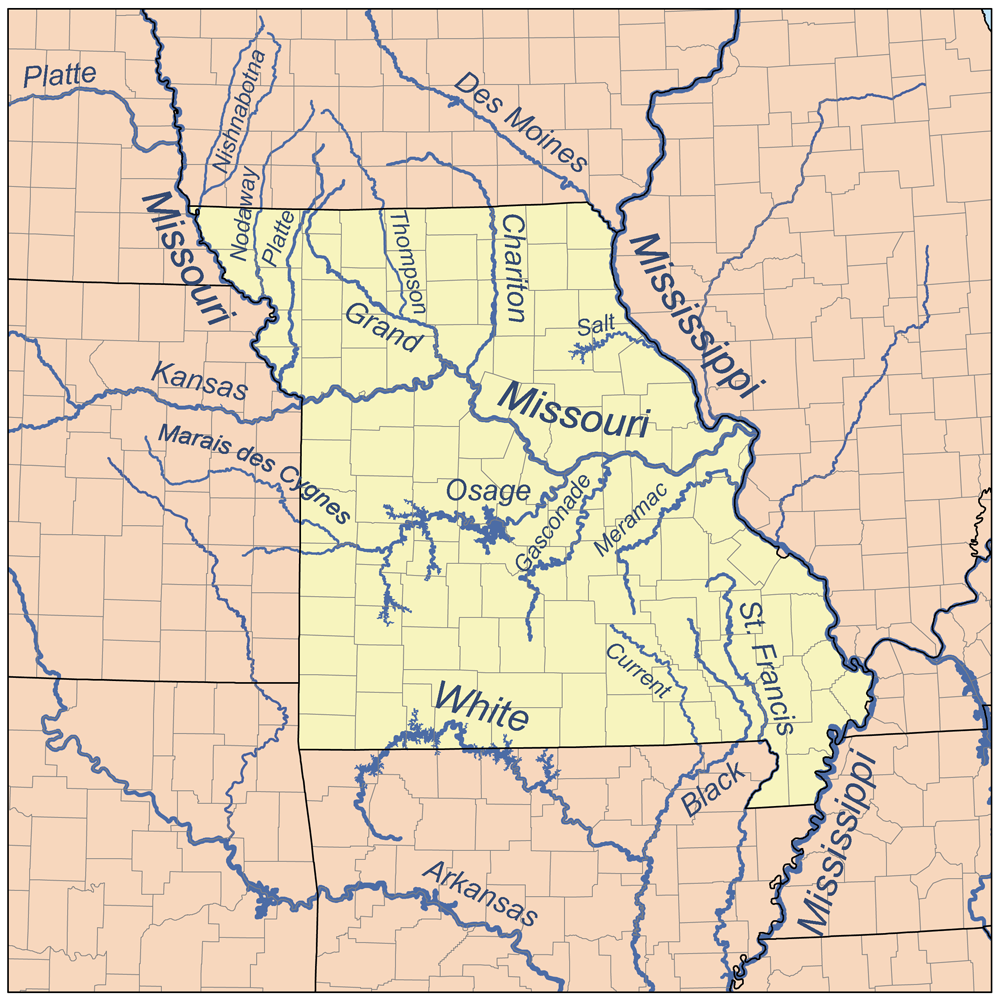
Missouri folyói

Az Ozark hegy lábai  Rolla környékén kezdődnek.  Az Ozark magas fennsík Springfield környékén kezdődik s átnyúlik Arkansas északnyugati, Kansas délkeleti és Oklahoma északkeleti részeire. Springfield Missouri délnyugati részén az Ozark fennsík északnyugati részén épült. Missouri déli részén emelkedik az Ozark-hegység.
Az állam délkeleti része a Bootheel régió, Mississippi alluviális síkság része. Ez a terület a leglaposabb, legalacsonyabb és legpárásabb része az államnak, ahol többnyire mezőgazdasággal foglalkoznak.

### Éghajlat
Missouri éghajlata párás kontinentális, melyre a hideg tél és a forró, párás nyár a jellemző. Az állam déli részén, nevezetesen Bootheel környékén a klíma párás szubtrópusi. Mint az Egyesült Államok belterületein, a szélsőséges időjárás és a nagy hőmérsékletingadozás gyakori. Mivel nincsenek hegyek, s az óceán is távol van, nyitott észak-dél irányban, az éghajlatot főként a sarki hideg és a Mexikói-öböl meleg párás levegője befolyásolja.
| Havi normál/magas/alacsony hőmérséklet Missouri néhány városában |          |          |          |          |           |           |           |           |           |          |          |            |
| Város                                                            | Január   | Február  | Március  | Április  | Május     | Június    | Július    | Aug.      | Szeptemb. | Október  | Novemb.  | Decemb.    |
| Columbia                                                         | 2,8/-7,8 | 6,7/-5   | 12,8/0,6 | 18,9/6,1 | 23,9/11,7 | 28,9/16,7 | 31,7/18,9 | 30,6/17,8 | 26,1/12,8 | 20/6,7   | 1,7/0,6  | 5,6/-5,6   |
| Kansas City                                                      | 2,2/-7,8 | 6,1/-5   | 12,2/0,6 | 18,3/6,7 | 23,9/12,2 | 28,9/17,2 | 31,7/20   | 30,6/18,9 | 26,1/13,9 | 20/7,8   | 11,1/0,6 | 4,4/-5,6   |
| Springfield                                                      | 5,6/-5,6 | 8,9/-3,3 | 14,4/1,7 | 20/6,7   | 24,4/11,7 | 29,4/16,7 | 32,2/19,4 | 32,2/18,9 | 27,2/13,9 | 21,7/7,8 | 13,3/1,7 | 7,8/-3,326 |
| St. Louis                                                        | 3,3/-6,1 | 6,7/-3,3 | 12,8/2,2 | 19,4/7,8 | 24,4/13,9 | 29,4/18,9 | 32,2/21,7 | 31,1/20,6 | 26,7/15,6 | 20/8,9   | 12,2/2,8 | 5,6/-3,3   |
|                                                                  |          |          |          |          |           |           |           |           |           |          |          |            |

## Történet
A 17. században először Hernando de Soto expedíciója kalandozott erre, s jó spanyol szokás szerint a spanyol korona birtokának nyilvánította, majd Coronado expedíciója járt itt. 1673-ban Jacques Marquette és Louis Joliet hajózott le a Mississippin, s beszámolt a Missouri felfedezéséről. Ekkortájt az itt élő osage, szók, róka, otó, ajova, miszuri, májemi, kikapu, delavár, sóni és kansza indiánok voltak. Ma már csak a törzsek neve maradt fent, mivel nincsenek szervezett törzsek Missouri államban.

### A XIX. század első fele
1800-ban a San ildefonso-i Szerződés értelmében a területet francia birtokká nyilvánították, miután az korábban a spanyol koronához tartozott. A szerződést azonban titokban tartották, szövegét nem hozták nyilvánosságra, és Louisiana névleg továbbra is Spanyolország gyarmata volt egészen 1803. november 30-áig, amikor hivatalosan is Franciaországhoz csatolták.
1803 végén a Louisiana Vásárlás értelmében az akkori francia földeket az Egyesült Államok megvásárolta Napóleontól. Missouri ekkor kapta a Nyugat Kapuja "becenevet" mivel itt voltak a nyugatra tartó felfedezők és telepesek legfontosabb gyülekezőhelyei.
A Missouri folyó völgyébe  a legtöbb telepes délről érkezett, akik magukkal hozták fekete rabszolgáikat is és ültetvényes gazdálkodást folytattak. Ezt a területet hívjuk "Little Dixie"-nek. A terület Missouri államként nyert felvételt az Egyesült Államokba, mint rabszolgatartó állam. A főváros kezdetekben St. Charles, majd 1826 óta napjainkig Jefferson City, mindkettő a Missouri folyó mentén fekszik.
1811–12-ben az állam területén pusztító földrengésnek a gyér lakosság miatt kevés áldozata esett.
Az 1830-as évek elején Kanadából mormon telepesek érkeztek, akik hamar összetűzésbe kerültek a korábban érkezettekkel vallásuk és a rabszolgatartással kapcsolatos nézeteik miatt. Az úgynevezett Mormon Háború 1838-ban tört ki majd a következő évben le is zárult. Az összecsapások következményeként a mormon telepeseket az állam területéről kiűzték, földjeiket elkobozták.
A növekvő betelepülés következtében az állam lakossága gyorsan növekedett, az 1830-60 közötti időszakban minden évtizedben duplájára nőtt. Az újonnan érkezők nagy része amerikai születésű volt, de sokan jöttek Írországból és német ajkú területekről is. Ők többségükben katolikusok voltak, akik gyorsan megszervezték közösségeiket és templomokat emeltek, az addig túlnyomórészt protestáns területen. Az írországi éhínség elől menekülők és sokszor forradalmi nézeteket valló németek közül a legtöbben nem értettek egyet a rabszolgaság intézményével és elsősorban a városokban találtak lakóhelyet maguknak, ahol katolikus templomokat és iskolákat alapítottak. Ezen 19. századi német telepesek rakták le a Missouri folyó völgyében létrejövő bortermelésnek az alapjait és honosították meg St. Louisban a sörfőzést.

### Az amerikai polgárháború
A déli államok elszakadása után a missouri törvényhozás szavazást hirdetett a kérdésről. A határozat az Unión belül maradás mellett foglalt állást. A korábbi kormányzó összehívta a polgárőrséget akik St Louisban gyülekeztek. Az unionista Nathanel Lyon tábornok csapataival bekerítette és megadásra szólította fel az összegyűlt polgárőröket, akik letették a fegyvert és megadták magukat. Ezt követően a tábornok katonái a fegyvertelen férfiakat végigvezette a város főutcáján, ahol a rokonaikat féltő felbőszült tömeg hangos szavakkal illette a katonákat. Azok erre válaszul a tömegbe lőttek, halálra sebezve ártatlan asszonyokat, gyermekeket és többeket a polgárőrség fegyvertelen tagjai közül. Az eseményt St. Louis-i vérfürdőként nevezték, s következtében az állam lakossága a déliek oldalára állt.
Az északi csapatok gyorsan törtek előre, minek következtében a kormányzat és a fegyveres erők parancsnoka menekülni voltak kénytelenek.

### A XX. századtól napjainkig
Az 1890-1920 közötti időszakban hatalmas fejlődésen ment keresztül az állam. Több jeles politikus lépett fel az állam modernizálása érdekében, akik igyekeztek megtisztítani a közéletet a korrupciótól és ennek érdekében számos törvényt hoztak például megszüntették a köztisztviselők ingyenes vasúti utazását, kenőpénz ellenes rendeleteket vezettek be, a lobbistákat regisztrációra kötelezték, korlátozták a szerencsejátékokat és bevezették a vasárnapi zárvatartást.
A középnyugat iparosodásával párhuzamban Missouri agrárállamból vegyes gazdasággá vált, megerősödött ipari és szolgáltató szektorral. A nyugati vasúti közlekedés jelentőségének megnövekedése kapcsán Kansas City vált az államok egyik legfontosabb közlekedési csomópontjává. Ehhez hozzájárult a texasi hústermelés  erősödése, mely a hűtött vagonok megjelenésével a várost a legjelentősebb húsfeldolgozó központtá tette. A főként Texasból származó élő állatokat itt vágták le, dolgozták fel és csomagolták, majd szállították tovább a keleti-parti államokba. E hirtelen fejlődés és meggazdagodás nyomán építették a városközpont Art Deco stílusú felhőkarcolóit.
1930-ban Springfield körzetében diftéria járvány tört ki, melyben több mint 100-an vesztették életüket, de a járványt a gyors beavatkozásnak köszönhetően hamar megfékezték.
Az 50-es 60-as években a két fő metropoliszban az ipari beruházások csökkenése következtében több ezer munkahely szűnt meg elsősorban a vasúti közlekedésben és a könnyűiparban.

## Népesség
A 2014. július 1-i népszámlálási adatok alapján az állam népessége 6 063 589 fő volt, ami 1,25%-os népességgyarapodást mutat a négy évvel korábbi adathoz képest. A lakosság több mint 55%-a a két legnagyobb városban (St. Louis és Kansas City) és annak körzetében él.
A lakosság bőrszín szerinti megoszlása
– 84% fehér (81% nem spanyol fehér, 3% spanyol fehér)
– 11,7% afroamerikai
– 0,5% alaszkai és indián őslakos
– 1,7% ázsiai
– 0,1% hawaii és Csendes-óceán szk-i
– 2% egyéb
A 2004-es adatok alapján az állam lakosságának 3,4%-a az ország határain kívül született.
Származás alapján az öt legnagyobb nemzetiség: 27,4% német, 14,8% ír, 10,2% angol, 8,5% amerikai, 3,7% francia.